# Szczyrbska Turniczka
Szczyrbska Turniczka (niem. Csorbaerturm, słow. Štrbská vežička, węg. Csorbai torony) – turnia o wysokości 2281 m znajdująca się w głównej grani odnogi Krywania w słowackiej części Tatr Wysokich. Od Szczyrbskich Zębów na południowym wschodzie oddziela ją niewielkie siodło Szczyrbskiej Szczerbiny, a od Kolistej Turni na zachodzie oddzielają ją siodła Przełączki nad Małym Ogrodem i Przechodu nad Małym Ogrodem.
Na południe, do Szczyrbskiego Kotła turniczka opada stromą ścianą o wysokości około 100 m. Mniej więcej w połowie wysokości ścianę tę skośnie przecina szeroki i trawiasty zachód. Poniżej niego ściana jest mniej stroma, trawiasto-płytowa, powyżej zachodu natomiast jest bardzo urwista. W górnej części jest 40 metrowej wysokości zacięcie wyprowadzające na wschodnią grań turniczki
Na północ do Małego Ogrodu Szczyrbska Turniczka opada ścianą o wysokości około 210 m. Z lewej strony (patrząc od dołu) ogranicza ją ciąg kominków spadających spod Szczyrbskiej Szczerbiny, z prawej strony żleb spod Przełączki nad Małym Ogrodem. Najłatwiejsza jest środkowa, skalisto-trawiasta część tej ściany, natomiast część dolna i górna są bardzo strome. Całą ścianę skośnie na poprzek przecina trawiasty, miejscami płytowy zachód. Zaczyna się on w żlebie spod Przełączki nad Małym Ogrodem i ciągnie skośnie w lewo aż do komina pod Szczyrbską Szczerbiną. Blisko grani odgałęzia się od niego na prawo inny, wąski zachód wyprowadzający na zachodnią grań Szczyrbskiej Turniczki.
Nazwa Szczyrbskiej Turniczki pochodzi zapewne od pobliskiego Szczyrbskiego Szczytu, którego to nazwa wywodzi się od dawnej nazwy Doliny Młynickiej (Dolina Szczyrbska). Tereny obecnej Doliny Młynickiej należały niegdyś do liptowskiej wsi Szczyrba i właśnie od tej wsi pochodzi jej dawne nazewnictwo.

## Taternictwo
Wierzchołek Szczyrbskiej Turniczki jest wyłączony z ruchu turystycznego, mają na nią dostęp jedynie taternicy.
Pierwsze wejścia na wierzchołek Szczyrbskiej Turniczki miały najprawdopodobniej miejsce już w XIX wieku. Okolice masywu Hrubego Wierchu były dawniej popularnym terenem polowań, myśliwi podczas łowów zdobywali okoliczne wierzchołki.
Z górnej części Małego Ogrodu prowadzi droga wspinaczkowa na wierzchołek Szczyrbskiej Turniczki. I w skali tatrzańskiej, czas przejścia 30 min.

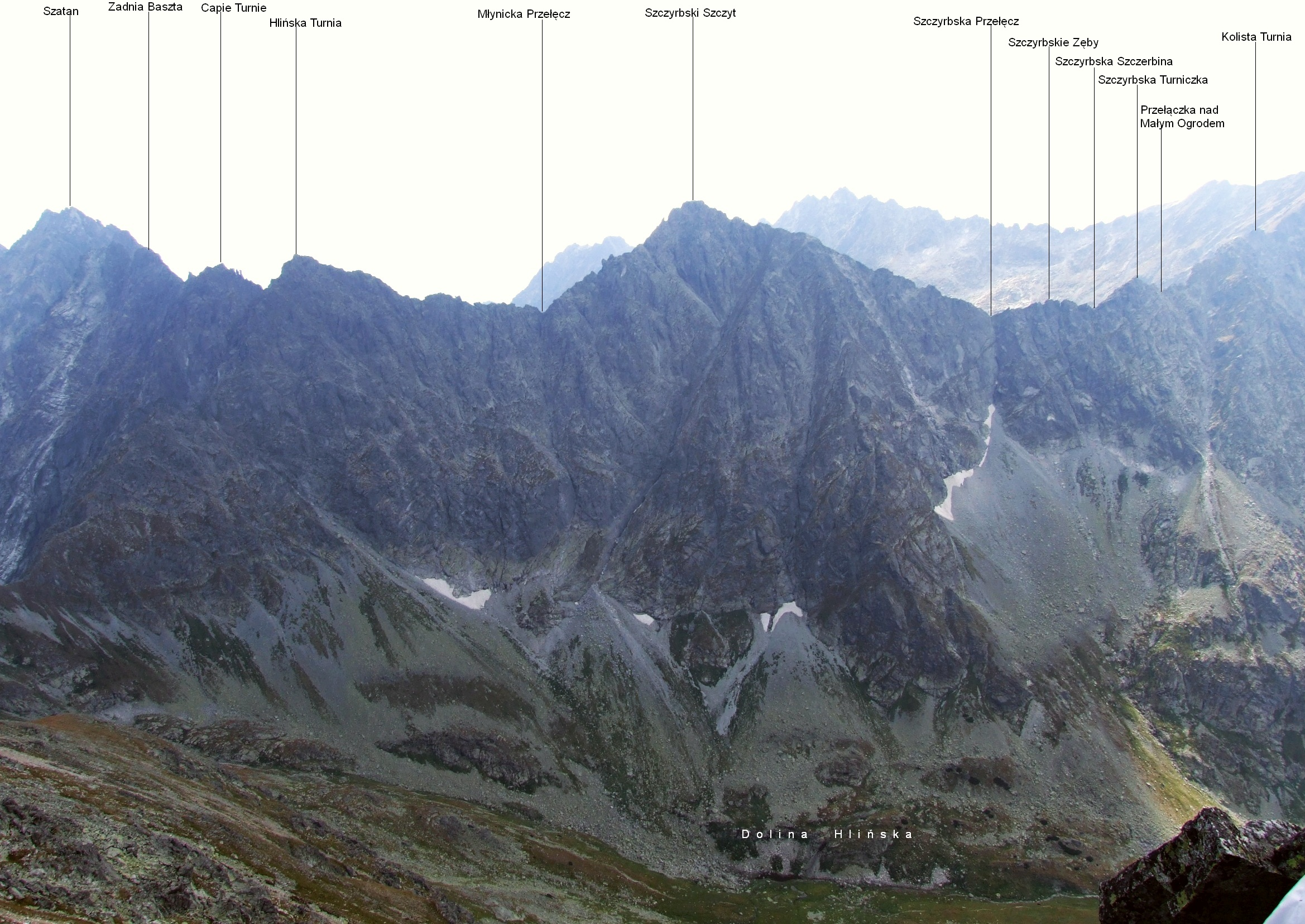
Widok z Koprowego Wierchu